# Ixodes nicolasi
Ixodes nicolasi este o specie de căpușe din genul Ixodes, familia Ixodidae, descrisă de Santos Dias în anul 1981. Conform Catalogue of Life specia Ixodes nicolasi nu are subspecii cunoscute.